# Тутукуди
Тутукуди (там. தூத்துக்குடி) је град у Индији у држави Тамил Наду. Према незваничним резултатима пописа 2011. у граду је живело 237.374 становника.

## Становништво
Према незваничним резултатима пописа, у граду је 2011. живело 237.374 становника.
| 1991.   | 2001.   | 2011.   |
| ------- | ------- | ------- |
| 205.766 | 216.054 | 237.374 |